# Marie Calm

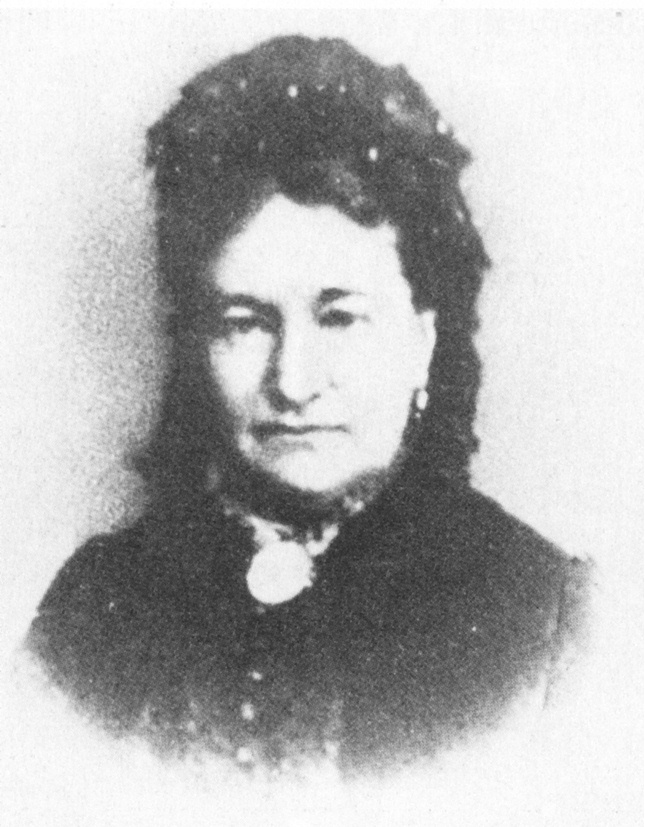
Marie Calm

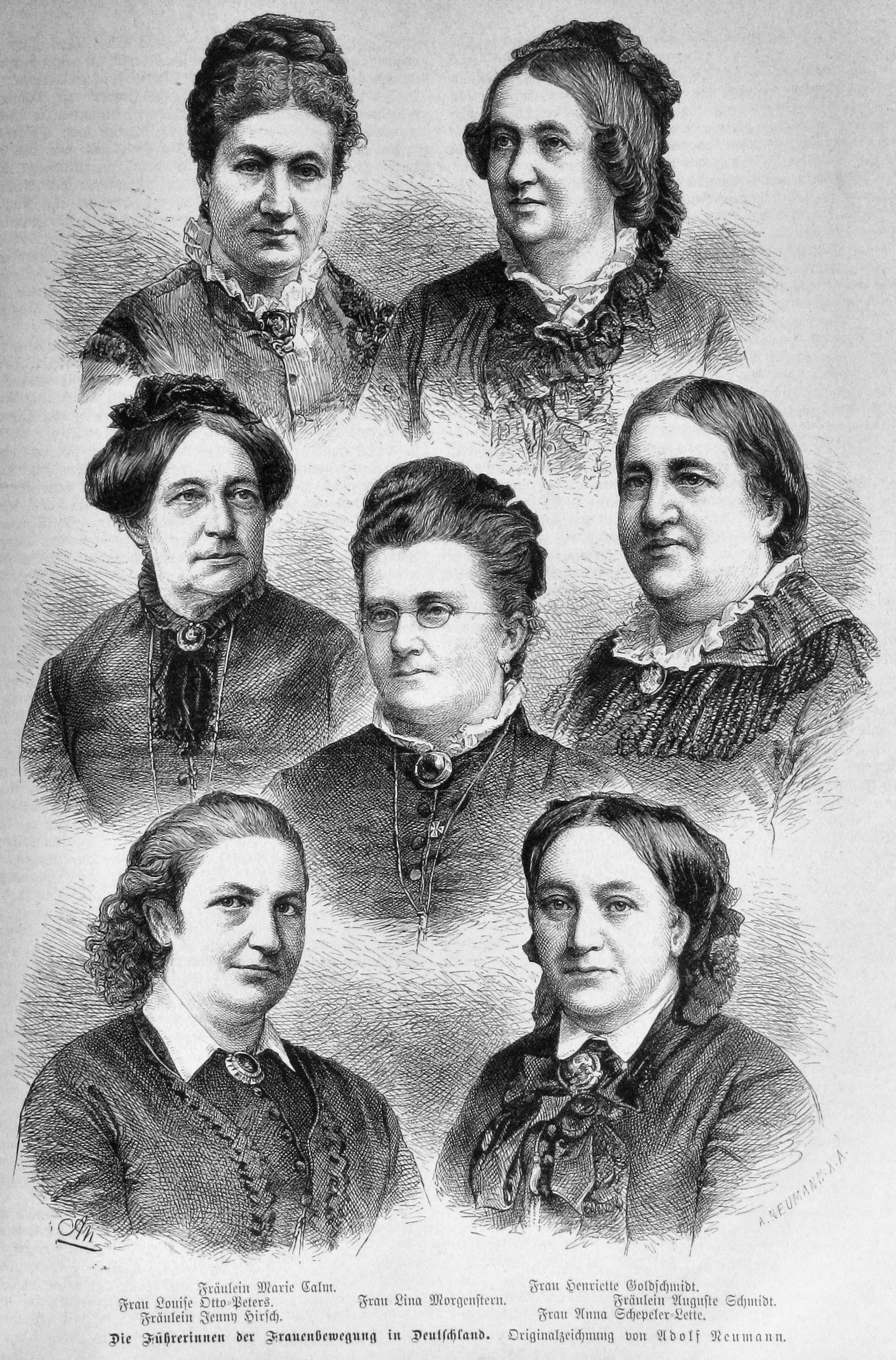
„Die Führerinnen der Frauenbewegung in Deutschland“ in der Gartenlaube 1883. Marie Calm wird in der oberen Reihe links gezeigt.

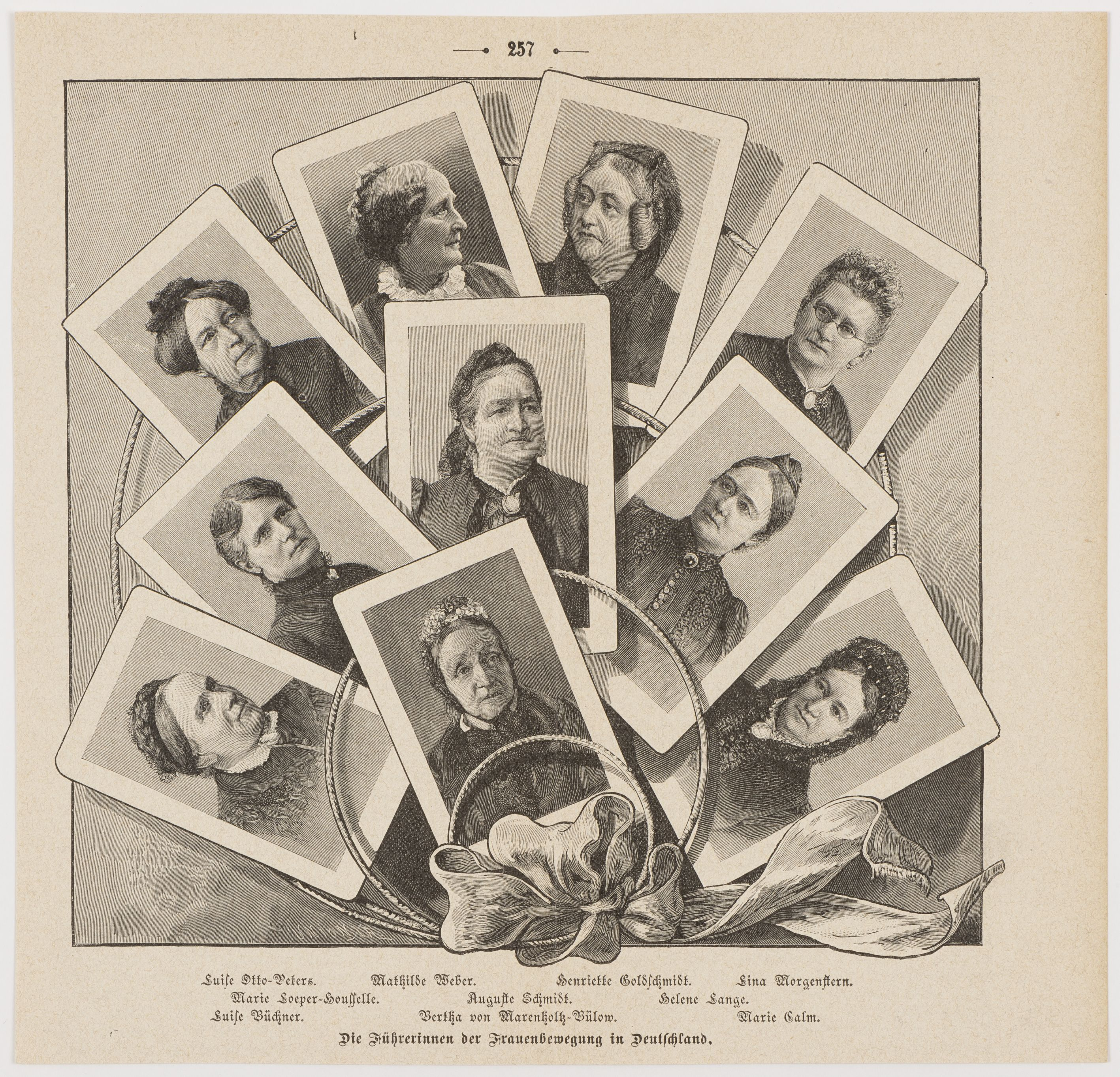
Marie Calm (u. re.) auf einer Illustration von 1894, die die „Führerinnen der Frauenbewegung in Deutschland“ zeigt.

Marie Calm (Pseudonym Marie Ruhland; * 3. April 1832 in Arolsen; † 22. Februar 1887 in Kassel) war eine deutsche Schriftstellerin, Pädagogin und Frauenrechtlerin.

## Leben
Marie Calm war die Tochter eines Kaufmanns, der auch als Bürgermeister von Arolsen im damaligen Fürstentum Waldeck tätig war. Gegen den Willen ihrer Eltern ließ sie sich in einem Genfer Pensionat als Lehrerin ausbilden und nahm 1853 eine Stelle als Erzieherin in England an. Fünf Jahre später arbeitete sie als Lehrerin in Russland. Nach dem Tod ihres Vaters übernahm sie 1861 die Leitung der Höheren Töchterschule in Lennep, drei Jahre später ging sie erneut nach England. Auf Wunsch der Mutter zog sie schließlich mit dieser und ihrer eigenen Schwester nach Kassel.
Im Jahr 1865 veröffentlichte Marie Calm, die auch unter dem Pseudonym Marie Ruhland schrieb, ihr erstes Werk „Skizzen und Novellen“ und widmete sich in den folgenden Jahren verstärkt ihrer Arbeit als Schriftstellerin. Sie veröffentlichte dabei Gedichte, Romane und Erzählungen, die sich vor allem mit der Stellung der Lehrerin und der höheren Frauenbildung befassten. Dabei griff sie auf eigene Erfahrungen zurück, da sie im Allgemeinen Deutschen Frauenverein für die Lehrerinnen- und die höhere Frauenbildung zuständig war. Marie Calm, die mit den führenden Vertretern der bürgerlichen Frauenbewegung in Kontakt stand, gründete 1869 zusammen mit Auguste Schmidt und anderen Frauen den Verein deutscher Lehrerinnen und Erzieherinnen. Auf ihre Initiative hin entstand auch der Casseler Frauenbildungsverein (CFBV), dem Marie Calm bis zu ihrem Tod 1887 vorstand. Der CFBV eröffnete unter ihrer Leitung eine Fachschule für Mädchen, denen durch eine bessere Ausbildung neue Berufsfelder eröffnet werden sollten. Später erfolgte die Gründung einer Fortbildungsschule, die Lehrerinnen für den Hauswirtschafts-, Handarbeits- und Turnunterricht ausbildete.

## Ehrung
Heute tragen Straßen in Kassel und Bad Arolsen Marie Calms Namen. In Baunatal wurde ein Mutter-Kind-Haus nach Marie Calm benannt.

## Werke
- Skizzen und Novellen. 1865.[3]
- Die Stellung der deutschen Lehrerinnen. Charisius, Berlin 1870. (Digitalisat)
- Bilder und Klänge. Gedichte. Freyschmidt, Cassel 1871.
- Weibliches Wirken in Küche, Wohnzimmer und Salon. Praktische Winke für Frauen und Jungfrauen. Staude, Berlin 1874.
- Leo. Roman in drei Bänden. Janke, Berlin 1876. (Digitalisat Band 1), (Band 2), (Band 3)
- Ein Blick ins Leben. Mitgabe für die heranwachsende weibliche Jugend. Bonz, Stuttgart 1892.
- Wilde Blumen. Zwei Novellen, den deutschen Frauen gewidmet. Kühtmann, Bremen 1880.
- (Hrsg.): Lectures choisies des demoiselles. Kay, Cassel. Drei Bände:
  - I. A Paris. Trois histores, 1880.
  - II. Tableaux de famille. Trois morceaux. 1880.
  - III. Nouvelles historiques. Trois histoires. 1880.
- Bella's Blaubuch. Geschichte einer häßlichen Frau. 1883.[4]
- Echter Adel. Eine Erzählung in Briefen, ihren jungen Freundinnen gewidmet. Stuttgart 1883.
- Daheim und draußen. Erzählungen für junge Mädchen. Krabbe, Stuttgart 1883
- Die Sitten der guten Gesellschaft. Ein Ratgeber für das Leben in und außer dem Haus (1886)